# إيناكي بي
إيناكي بي (بالإسبانية: Iñaki Bea)‏ هو لاعب كرة قدم ومدرب كرة قدم إسباني في مركز قلب الدفاع، ولد في 27 يونيو 1978 في أموريو في إسبانيا. لعب مع ريال بلد الوليد وريال مورسيا وسيوداد دي مورسيا ونادي أموريبايتا ونادي واكر إنسبروك.

## وصلات خارجية
- إيناكي بي على موقع قاعدة بيانات كرة القدم.إي يو (الإنجليزية)
- إيناكي بي على موقع Soccerway.com (الإنجليزية)
- إيناكي بي على موقع عالم كرة القدم.نت (الإنجليزية)